# منهاج العارفين
منهاج العارفين، كتاب للإمام أبو حامد الغزالي، في باب التصوف السنّي، يتحدث فيه عن الأسرار والحالات القلبية للمسلم في مختلف حالاته، عند اللباس والطهارة والصلاة والزكاة والحج.